# ألبرت إتش كروز
ألبرت إتش كروز (بالإنجليزية: Albert H. Crews) هو طيار وضابط أمريكي، ولد في 23 مارس 1929 في إل دورادو في الولايات المتحدة.